# Station Keyham
Keyham is een spoorwegstation van National Rail in Keyham, Plymouth in Engeland. Het station is eigendom van Network Rail en wordt beheerd door Great Western Railway. Het station is een request stop, waar treinen alleen stoppen op verzoek.